# Liste von Straßen in Sachsen
Diese Liste soll Bundesautobahnen, Bundesstraßen, Staatsstraßen sowie Ferienstraßen und historische Straßen in Sachsen erfassen und damit das Portal:Sachsen entlasten. Es wird nicht empfohlen, Kreisstraßen hier einzutragen.

## Autobahnen

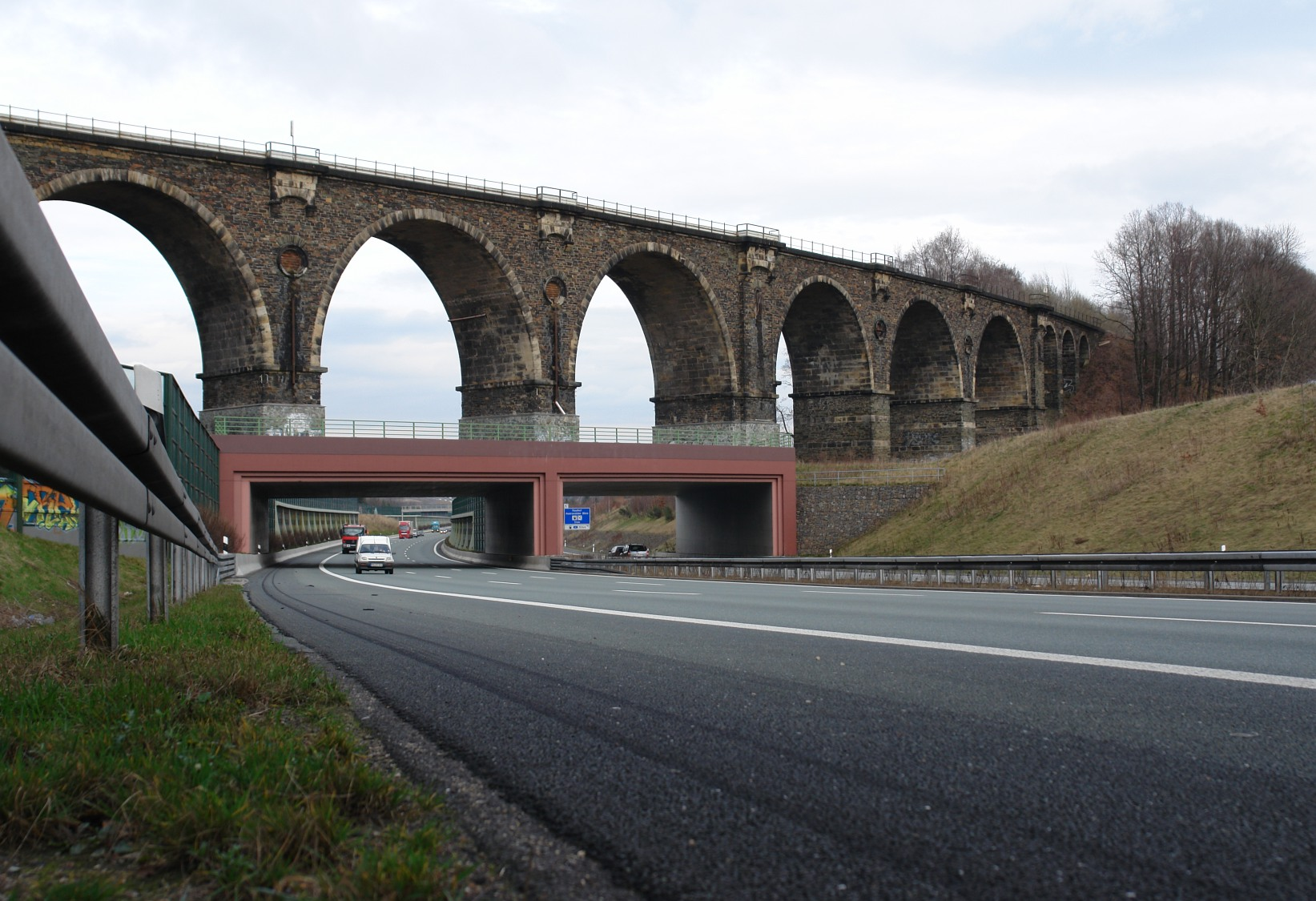
Bahrebachmühlenviadukt über die A 4

- Bundesautobahn 4
- Bundesautobahn 9
- Bundesautobahn 13
- Bundesautobahn 14
- Bundesautobahn 17
- Bundesautobahn 38
- Bundesautobahn 72

## Bundesstraßen

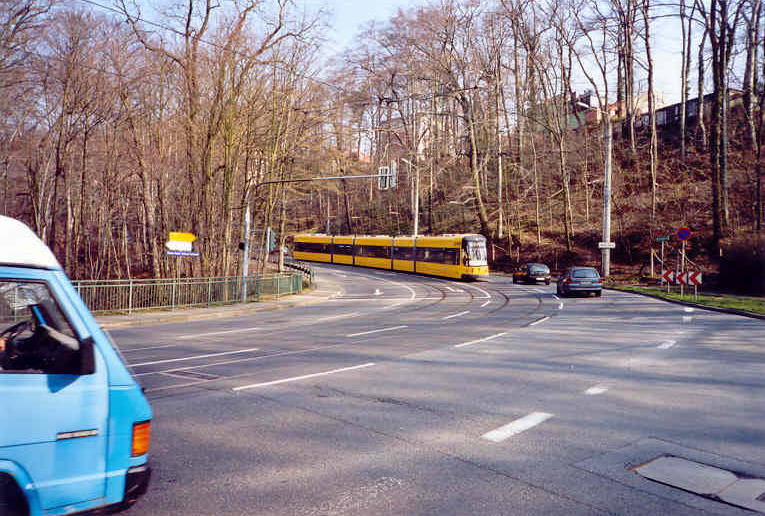
Bautzner Landstraße in Dresden (B 6)

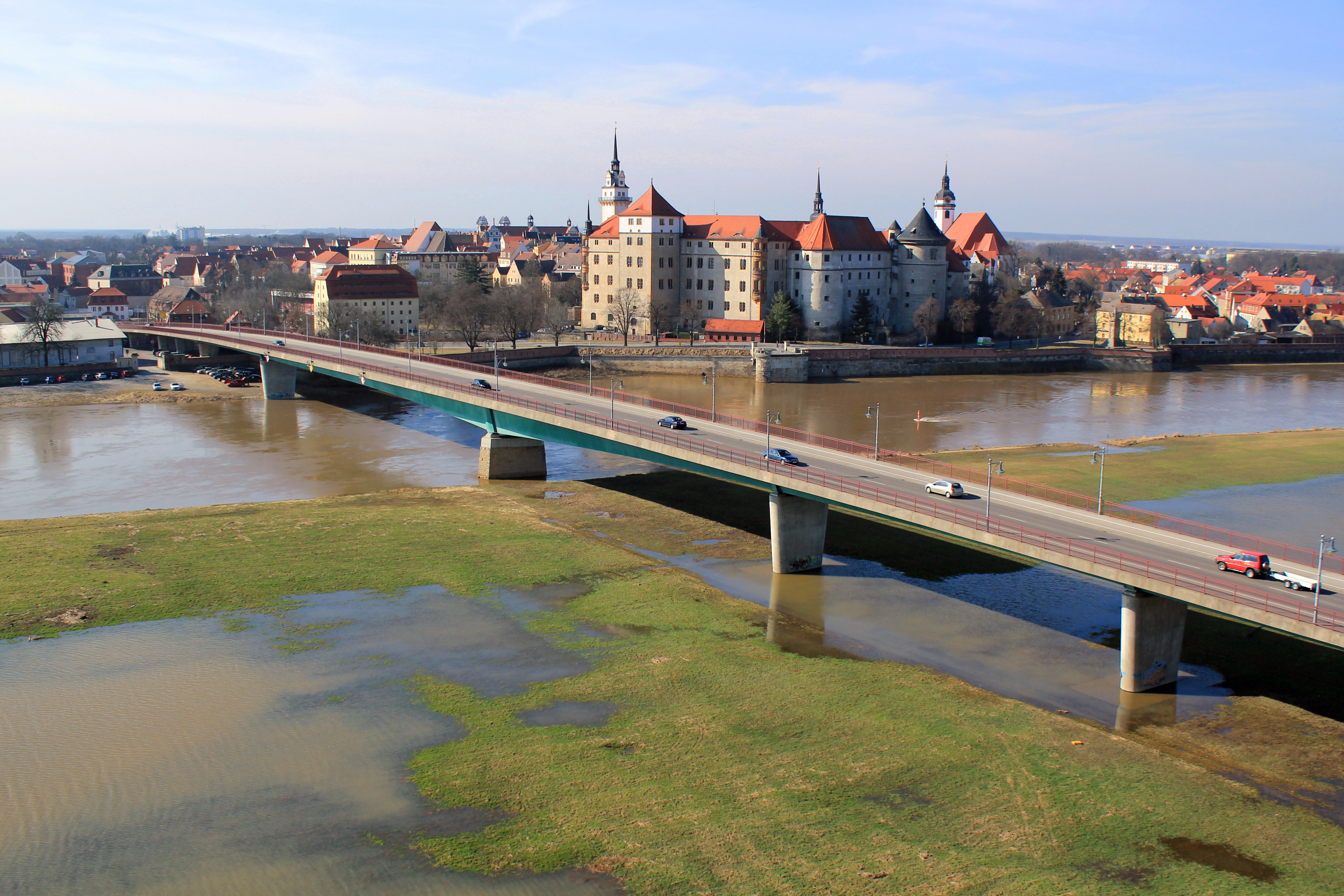
Elbebrücke Torgau (B 87)

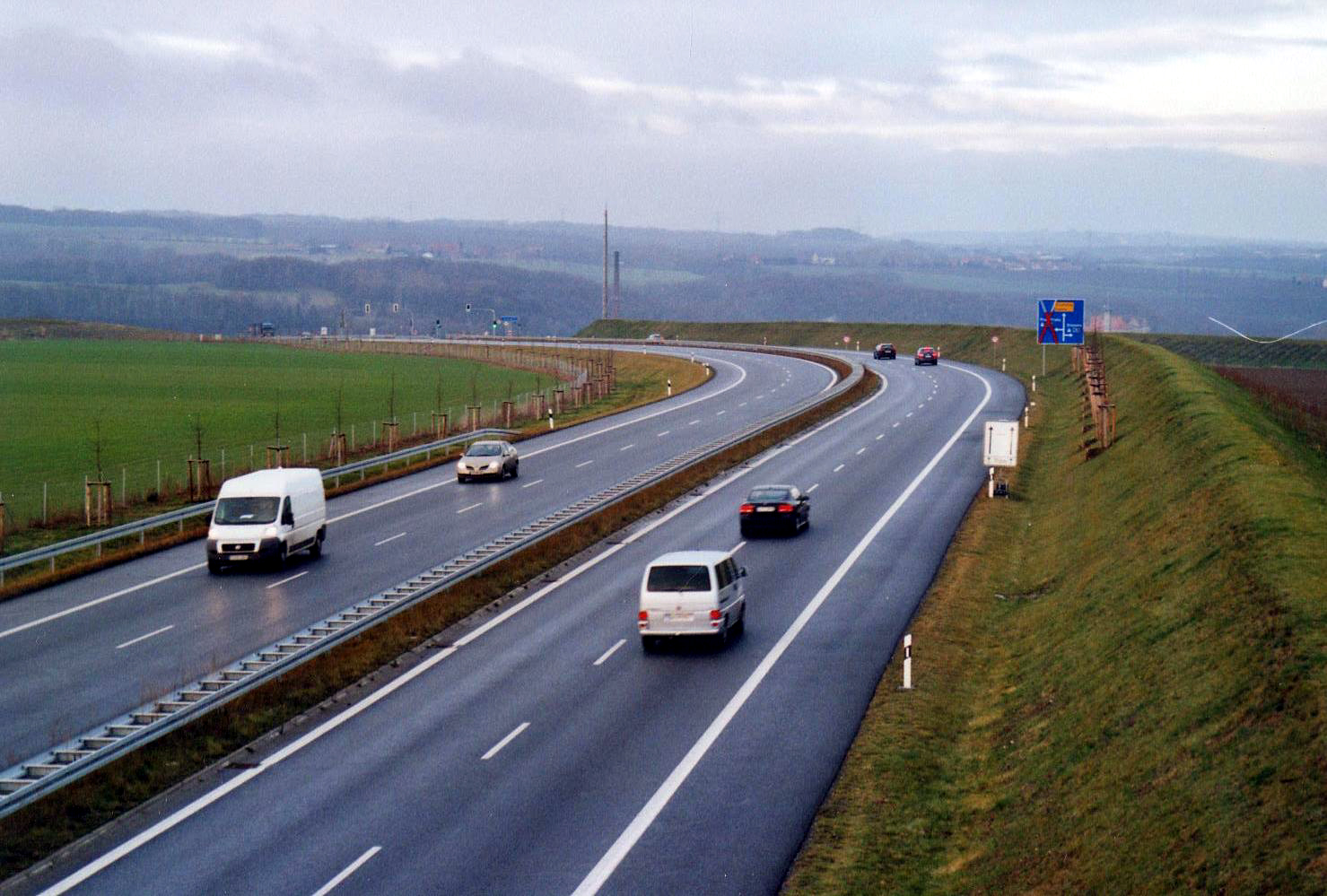
Autobahnzubringer B 172a bei Pirna

- Bundesstraße 2
- Bundesstraße 6
- Bundesstraße 7
- Bundesstraße 87
- Bundesstraße 92
- Bundesstraße 93
- Bundesstraße 94
- Bundesstraße 95
- Bundesstraße 96
- Bundesstraße 97
- Bundesstraße 98
- Bundesstraße 99
- Bundesstraße 101
- Bundesstraße 107
- Bundesstraße 115
- Bundesstraße 156
- Bundesstraße 169
- Bundesstraße 170
- Bundesstraße 171
- Bundesstraße 172
- Bundesstraße 172a
- Bundesstraße 172b (in Planung)
- Bundesstraße 173
- Bundesstraße 174
- Bundesstraße 175
- Bundesstraße 176
- Bundesstraße 178
- Bundesstraße 180
- Bundesstraße 181
- Bundesstraße 182
- Bundesstraße 183
- Bundesstraße 183a
- Bundesstraße 184
- Bundesstraße 186
- Bundesstraße 282
- Bundesstraße 283

## Staatsstraßen
- Staatsstraße 11
- Staatsstraße 51
- Staatsstraße 53
- Staatsstraße 57
- Staatsstraße 148
- Staatsstraße 177
- Staatsstraße 282
- Staatsstraße 288

## Ferienstraßen
- Deutsche Alleenstraße
- Sächsische Weinstraße
- Silberstraße
- Fürstenstraße der Wettiner (im Aufbau)

## Historische Straßen
- Alte Dresden-Teplitzer Poststraße
- Alte Freiberg-Teplitzer Poststraße
- Bischofsweg (Meißen–Stolpen)
- Frankenstraße
- Hohe Straße
- Jakobsweg
- Kulmer Steig
- Salzstraßen
- Via Imperii
- Via Regia